# 아르세니오 이글레시아스
아르세니오 이글레시아스 파르도(스페인어: Arsenio Iglesias Pardo, 1930년 12월 24일~2023년 5월 5일)는 스페인의 전 축구 공격수이자 감독이다.
현역 시절 아르테이쇼의 마법사라는 별명이 붙은 그는 40년 넘게 데포르티보의 선수와 감독으로 헌신했다.

## 선수 경력
이글레시아는 아 코루냐 주 아르테이쇼 출신으로, 인근 데포르티보에서 축구를 시작하였다. 그는 1951년 10월 28일, 1-6으로 패한 바르셀로나와의 원정 경기에서 라 리가 경기에 처음 출전하였고, 그 다음 주 주말, 에스파뇰과의 경기에서 첫 골을 넣어 안방에서 3-1 승리에 일조했다.
이글레시아스는 갈리시아 연고 구단 소속으로 3시즌에 각 한 시즌씩 7골을 기록하였고, 1956-57 시즌에는 현역 시절 최다 기록인 8골을 기록했지만, 같은 해에 강등의 아픔을 겪었다. 이어지는 8년 중 6시즌에 그는 1부 리그에서 활약하였는데, 세비야, 그라나다, 그리고 오비에도 소속이었다. 그는 공식 경기에 238번 출전하여 50골을 기록했고, 하부 리그의 알바세테에서 짧게 있다가 35세의 나이로 현역에서 은퇴하였다.

## 감독 경력
은퇴 1년 후, 이글레시아스는 감독으로 전향했고 처음 지휘봉을 잡은 곳은 데포르티보 2군이었는데, 그는 1군의 수석 코치직도 겸직하였다. 1970-71 시즌 중반, 그는 1군 감독으로 승진하여, 첫 해에 승격을 이루었지만, 1973년에 다시 강등되었다.
1973-74 시즌, 이글레시아스는 세군다 디비시온의 에르쿨레스 감독으로 데포르티보 시절의 일을 반복했는데, 이 곳에서 그는 3년 사령탑을 맡아, 선수단이 상위권을 향해 여유있게 몸부림치도록 지휘했는데, 1974-75 시즌에는 5위, 1975-76 시즌에는 6위의 성적을 거두었고, 1977-78 시즌에는 사라고사를 이끌고 2부 리그에서 우승하여 승격에 성공했다.
이글레시아스는 이어지는 3시즌 동안 2년을 1부 리그 구단 감독으로 부임했는데, 부르고스를 이끌고 1978-79 시즌에는 13위의 성적을 내었고, 알메리아 감독으로서는 1980-81 시즌 중도에 내분으로 사표를 냈었다. 1982년, 그는 2부 리그에 가라앉은 데포르티보로 복귀했다.
1987-88 시즌, 이글레시아스는 데포르를 이끌고 세군다 디비시온 B 강등 근처까지 간 3명의 감독들 중 한 명이 되었는데, 라싱 산탄데르와의 경기에서 막판 골로 강등을 간신히 면했다. 그는 다시 1군 감독으로 올라가 1990-91 시즌 2위의 성적으로 1부 리그 승격을 이룩했다.
이글레시아스는 해임된 마르코 안토니오 보로나트 감독을 대신해 1991-92 시즌에 데포르티보의 감독이 되었는데, 데포르티보는 베티스와 승강 플레이오프전을 펼쳐 합계 2-1로 이겼다. 이후, 반등에 성공하여 초 데포르 선수단을 구축하였는데, 개인상을 받고 스페인 국가대표팀에 승선하기도 한 선수들을 데리고 3시즌 연속으로 상위 3위 안에 들었다. 이 기간 동안, 그는 올해의 감독으로 3번 선정되었는데, 2번은 돈 발론으로부터, 1번은 엘 파이스로부터 지명되었다.
이글레시아스는 1994-95 시즌을 끝으로 축구를 그만두었다. 그러나, 그 다음 시즌 중반에 해임된 호르헤 발다노를 대신해 레알 마드리드를 지휘하기로 합의를 보았지만, 머랭 군단은 리그 6위와 UEFA 챔피언스리그 8강 탈락에 그쳤다.
2005년, 이글레시아스는 페르난도 바스케스와 함께 갈리시아 자치 국가대표팀의 공동 감독이 되었다. 그 전에, 그는 스포츠 해설가로 일했었다.
2016년, 그는 데포르티보에서 최고의 표창으로 특별 휘장 받았는데, 그는 "청백 군단의 전설"로 지명되었다. 이 행사는 2015-16 시즌 최종전 전반 종료 후에 리아소르에서 진행되었다.

## 수상

### 감독
데포르티보
- 코파 델 레이: 1994–95[8]

사라고사
- 세군다 디비시온: 1977-78